# Frazer Richardson
Frazer Richardson, född 29 oktober 1982 i Rotherham, är en engelsk före detta professionell fotbollsspelare (försvarare). 

## Karriär
Richardson inledde sin karriär i Leeds United där han spelade 173 matcher och gjorde 5 mål, varav 149 ligamatcher och 3 ligamål, mellan 2001 och 2009. Han var lagkapten i Leeds 2008-2009. Efter en kort period i Charlton Athletic gick han till Southampton 2010.